# Even the Nights Are Better
Singles de Air Supply
Sweet Dreams
(1981) Young Love
(1983)
Clip vidéo
[vidéo] « Even the Nights Are Better », sur YouTube
Even the Nights Are Better est une chanson du duo australien de soft rock Air Supply extraite de leur album Now and Forever sorti en 1982.
La chanson a également été publiée en single. Aux États-Unis, elle est entrée dans le Billboard Hot 100 à la 67e place la semaine du 12 juin 1982 et a atteint sa meilleure position à la 5e place pour deux semaines consecutives en septembre (celles du 4 et du 11 septembre 1982),,.